# 568 Cheruskia
568 Cheruskia este un asteroid din centura principală, descoperit pe 26 iulie 1905, de Paul Götz.